# Hui (distrito)
Hui (em chinês: 徽县) é um distrito localizado na província de Gansu, China.